# Hunsagatta, Honnali
Hunsagatta là một làng thuộc tehsil Honnali, huyện Davanagere, bang Karnataka, Ấn Độ.